# ديفيد أ. فريدمان
ديفيد أ. فريدمان (بالإنجليزية: David A. Freedman)‏ هو عالم اجتماعي أمريكي، ولد في 5 مارس 1938 في مونتريال في كندا، وتوفي في 2008 في بيركيلي في الولايات المتحدة.

## وصلات خارجية
- الموقع الرسمي